# پذیره‌نویسی
نوشتن و امضا کردن نوشته‌ای برای تعهد انجام کاری را پذیره‌نویسی می‌گویند. هنگام تشکیل شرکت‌ها، از کسانی که می‌خواهند شریک شوند دعوت می‌شود و هریک از آن‌ها به وسیله پذیره‌نویسی قسمتی از سهام شرکت را قبول می‌کنند.
پذیره‌نویسی هم‌چنین در معنی فرایند خرید اوراق بهادار از ناشر یا نمایندهٔ قانونی او و پرداخت یا تعهد پرداخت وجه کامل آن طبق قرارداد به‌کار می‌رود.

## روشهای پذیره‌نویسی
- تعهد پذیره‌نویسی
- بهترین کوشش

### تعهد پذیره‌نویسی
تعهد پذیره‌نویسی را کارگزار پذیره‌نویس یا معرف انجام می‌دهد. در این فرایند کارگزار پذیره‌نویس، پس از بررسی سهام شرکت‌های متقاضی ورود به بازار بورس توسط کارشناسان خود، سهام را قیمت‌گذاری می‌کند و سپس ضمن معرفی شرکت برای عرضهٔ اولیه، متعهد می‌شود که مابقی اوراق بهاداری که تا پایان دورهٔ عرضهٔ اولیه خریداری نشده‌است را خریداری کند. کارگزار پذیره‌نویس باید با ارائهٔ وثیقه و شواهد دیگر به سازمان بورس، این اطمینان را ایجاد کرده باشد که می‌تواند به تعهدات پذیره‌نویسی خود عمل نماید. مزیت روش تعهد پذیره‌نویسی به روش‌های رایج دیگر عرضهٔ اولیه در بورس در این است که می‌تواند باعث جلوگیری از رفتارهای سفته‌بازانه در هفته‌های آغازین عرضهٔ سهام شرکت‌ها در بورس شود و با پشتوانهٔ کارشناسی‌های انجام‌شده کمک می‌کند سهام زودتر به قیمت واقعی خود در بازار برسد. با این کار درصدگیری‌های رایج در بازار کمتر می‌شود و خطرپذیری سرمایه‌گذاری روی سهام شرکت‌های تازه‌وارد به بورس کاهش یابد.
روند عملی این کار به این صورت است که پس از آنکه ناشر درخواست انتشار اوراق را از راه تعهد پذیره‌نویسی با شرکت تأمین سرمایه می‌دهد، مبلغی معادل ارزش کل اوراق مشارکت رهنی را از آن شرکت دریافت می‌کند و سپس شرکت تأمین سرمایه اوراق را به قیمت دلخواه خود منتشر خواهد کرد.
تعهد پذیره‌نویسی در بند ۲۹ مادهٔ ۱ قانون بورس اوراق بهادار ایران ذکر شده‌است.

### روش بهترین کوشش
در روش بهترین کوشش، شرکت تأمین سرمایه پس از دریافت درخواست شرکت متقاضی، اوراق مشارکت رهنی را قیمت‌گذاری می‌کند و به فروش می‌رساند، اما بر خلاف روش تعهد پذیره‌نویسی ممکن است بخشی از اوراق به فروش نرسند.

## واژه‌نامه
1. ↑  firm commitment
2. ↑  best effort